# Bisdom Nocera Inferiore-Sarno
Het bisdom Nocera Inferiore-Sarno (Latijn: Dioecesis Nucerina Paganorum-Sarnensis; Italiaans: Diocesi di Nocera Inferiore-Sarno) is een in de Italiaanse provincie Salerno (regio Campania) gelegen rooms-katholiek bisdom met zetel in de stad Nocera Inferiore. Het bisdom behoort tot de kerkprovincie Salerno-Campagna-Acerno, en is, samen met het aartsbisdom Amalfi-Cava de’ Tirreni en de bisdommen Teggiano-Policastro en Vallo della Lucania suffragaan aan het aartsbisdom Salerno-Campagna-Acerno.

## Geschiedenis
In de 3e eeuw werd het bisdom Nocera Inferiore opgericht. Op 30 september 1986 werd het bisdom door de Congregatie voor de Bisschoppen met het decreet Instantibus votis samengevoegd met het bisdom Sarno.

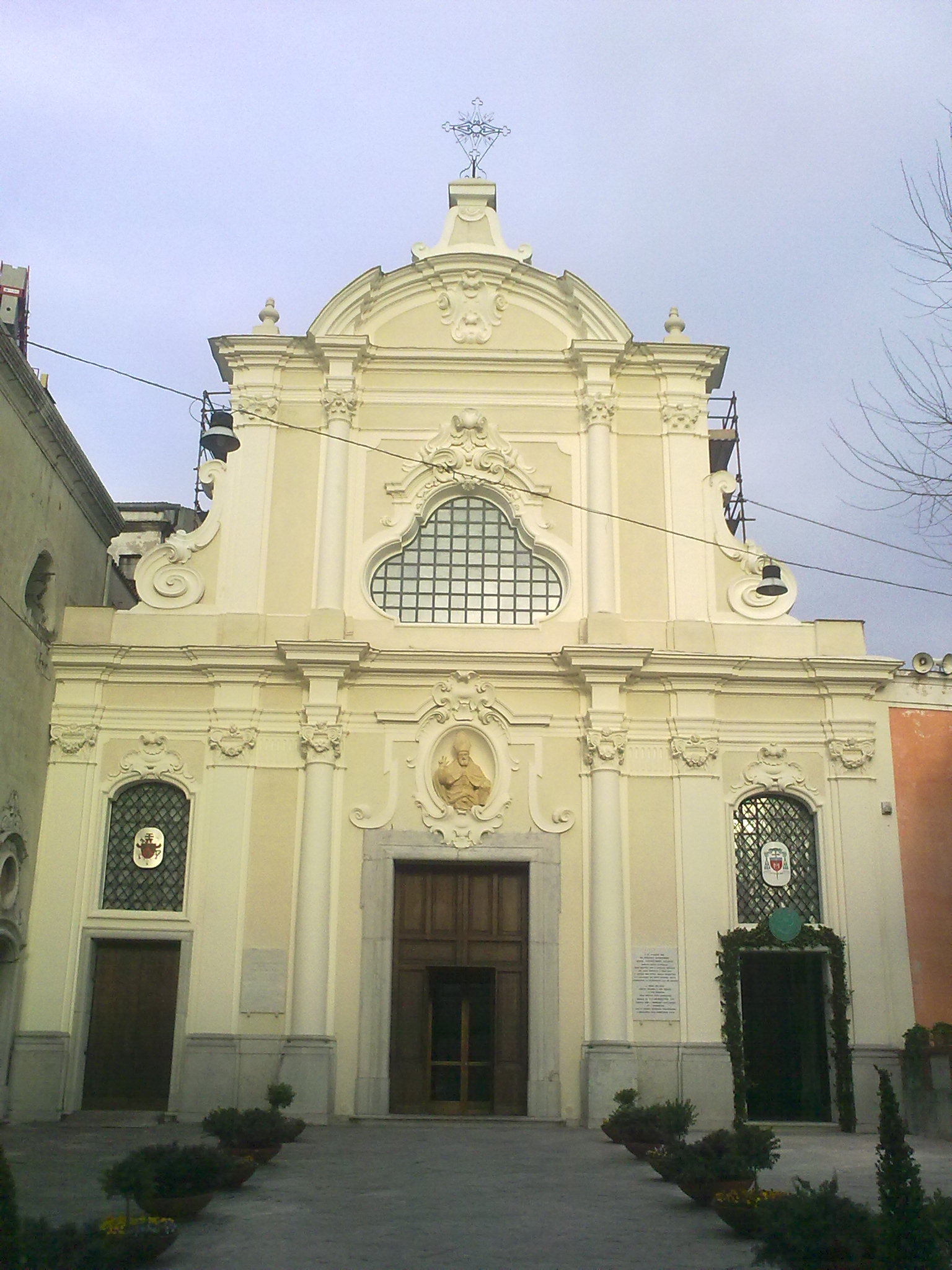
Kathedraal van Nocera Inferiore
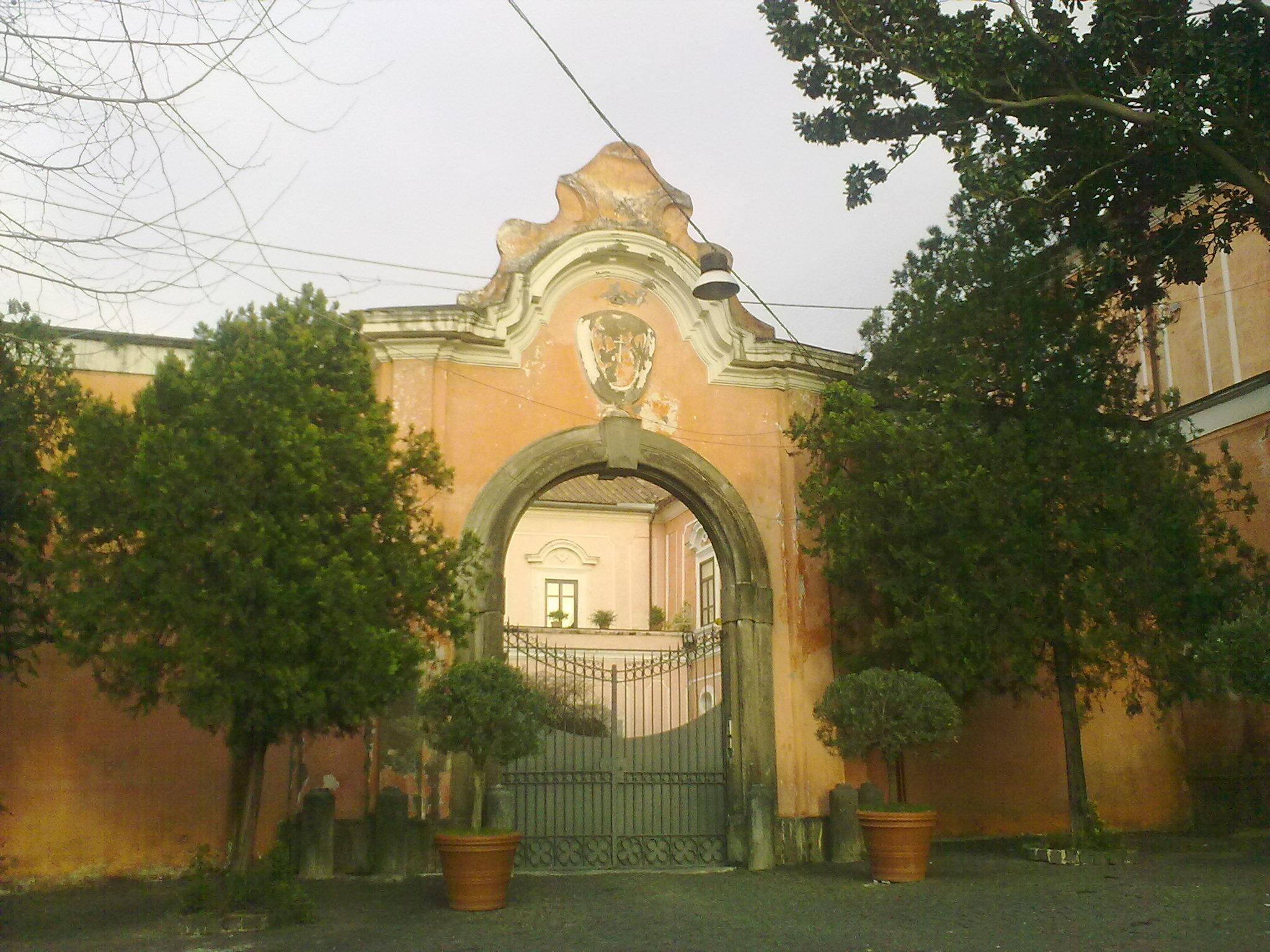
Bisschoppelijk paleis van Nocera Inferiore
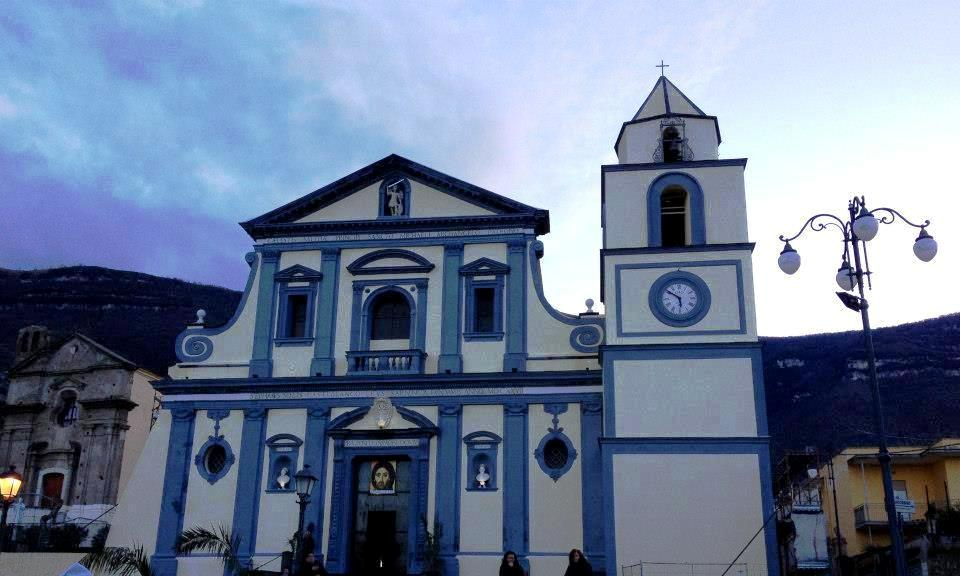
Cokathedraal van Sarno